# Inger Louise Valle
Inger Louise Valle (Geburtsname: Inger Louise Andvig; * 28. November 1921 in Oslo; † 21. Mai 2006 in Bærum) war eine norwegische Politikerin der Arbeiderpartiet, die vier Jahre lang Mitglied des Storting sowie von 1971 bis 1972 Minister für Familien- und Verbraucherangelegenheiten, 1972 Minister für Verbraucher und Verwaltung, zwischen 1973 und 1979 Ministerin für Justiz und Polizei sowie zuletzt 1979 bis 1980 Ministerin für Kommunales und Arbeit war. 

## Leben

### Studium, berufliche Laufbahn und Kommunalpolitikerin
Inger Louise Valle, Tochter des Reedereibesitzers Jens Andvig und dessen Ehefrau Nora Louise Berg, begann nach dem Schulbesuch 1940 zunächst eine Ausbildung am Handelsgymnasium, die sie 1941 abschloss. Danach war sie zwischen 1941 und 1947 als Handelslehrerin an der Norwegischen Korrespondentenschule sowie zugleich seit 1942 als Sekretärin im Staatlichen Amt für Preise (Statens prisdirektorat) tätig. Daneben absolvierte sie später ein Studium der Rechtswissenschaften, das sie 1951 als candidata juris (cand. jur.) abschloss. Danach wurde sie 1951 Beraterin des Staatlichen Amtes für Preise und war dort bis 1958 tätig. Anschließend wurde Inger Louise Valle 1958 erst Beraterin und danach zwischen 1966 und 1973 Abteilungsleiterin beim Verbraucherrat (Forbrukerrådet).
Neben ihrer beruflichen Tätigkeit begann sie Mitte der 1960er Jahre ihre politische Laufbahn in der Kommunalpolitik und war für die Ap zwischen 1967 und 1971 erstmals Mitglied des Gemeinderates von Bærum. Daneben fungierte sie zwischen 1970 und 1971 als Vorsitzende des Nordischen Rates für Verbraucherfragen (Nordisk komite for konsumentspørsmål), dem sie zuvor seit 1964 als Mitglied angehört hatte.

### Ministerin und Stortingsabgeordnete
Am 17. März 1971 wurde sie von Ministerpräsident Trygve Bratteli als Ministerin für Familien- und Verbraucherangelegenheiten (Minister for Familie- og Forbrukersaker) in dessen erste Regierung berufen. Im Rahmen eines Neuzuschnitts der ministeriellen Zuständigkeiten wurde sie am 8. Mai 1972 Ministerin für Verbraucher und Verwaltung (Forbruker- og Administrasjonsminister) im Kabinett Bratteli, dem sie bis zum Ende von Brattelis Amtszeit am 18. Oktober 1972 angehörte.
In der zweiten Regierung von Ministerpräsident Bratteli übernahm sie am 16. Oktober 1973 das Amt der Ministerin für Justiz und Polizei (Justis- og Politiminister). Daneben fungierte sie zwischen 1973 und 1981 als erste Ombudsfrau für Verbraucherangelegenheiten (Forbrukerombudet), wobei diese Funktion aufgrund ihrer Ministertätigkeit zwischen 1974 und 1975 von Charles Philipson sowie zwischen 1976 und 1981 von Hans Petter Lundgaard kommissarisch wahrgenommen wurde.
Dieses Amt der Ministerin für Justiz und Polizei übernahm sie auch in der Regierung von Ministerpräsident, Odvar Nordli, der am 15. Januar 1976 Brattelis Nachfolger wurde. Bei der Wahl vom 12. September 1977 wurde sie als Kandidatin der Arbeiderpartiet (Ap) zum Mitglied des Storting gewählt und vertrat in diesem bis zur Wahl 1981 die Interessen des Fylke Akershus.
Im Rahmen einer Regierungsumbildung wurde sie am 8. Oktober 1979 als Nachfolgerin von Arne Nilsen Ministerin für Kommunales und Arbeit (Kommunal- og Arbeidsminister), während Andreas Zeier Cappelen ihr eigener Nachfolger als Justiz- und Polizeiminister wurde. Das Ministeramt für Kommunales und Arbeit bekleidete sie bis zu einer neuerlichen Umbildung der Regierung Nordli am 3. Oktober 1980 und wurde dann durch Harriet Andreassen abgelöst.
Nach ihrem Ausscheiden aus Regierung und Storting wurde sie 1981 Direktorin des Staatlichen Amtes für Rationalisierung (Rasjonaliseringsdirektør) und übte dieses Amt bis zu ihrem Eintritt in den Ruhestand 1986 aus. Zugleich fungierte sie zwischen 1983 und 1989 Präsidentin der Norwegischen Gesellschaft für die Vereinten Nationen (FN-sambandet).
Danach engagierte sich Inger Louise Valle erneut in der Kommunalpolitik und war zwischen 1987 und 1995 abermals Mitglied des Gemeinderates von Bærum.

## Veröffentlichung
- Dette står jeg for, Memoiren, Oslo 1989